# Раденське
Раденське — проміжна залізнична станція Херсонської дирекції Одеської залізниці на неелектрифікованій лінії Херсон — Джанкой між станціями Олешки (13 км) та Великі Копані (8 км). Розташована у селі Раденськ Херсонської області.

## Історія
Станція відкрита у 1944 році як роз'їзд. У 2017 році роз'їзд переведений до категорії залізнична станція.
12 березня 2023 року партизанський рух «Атеш» провів успішну диверсію на окупованій частині Херсонщини. З метою перешкоджання постачання рашистського угруповання в Херсонській та Запорізькій областях було підірвано залізничну колію між населеними пунктами Раденськ та Абрикосівка.

## Пасажирське сполучення
До російського вторгнення в Україну на станції зупинялися лише приміські поїзди сполученням Миколаїв-Вантажний — Херсон — Вадим.